# Icon (Fall Out Boy)
Icon è la seconda raccolta della band pop punk Fall Out Boy, pubblicata nel 2012 durante il loro periodo di inattività. la confezione contiene un CD con i singoli degli album: From Under the Cork Tree (2005), Infinity on High (2007) e Folie à Deux (2008).

## Tracce
Testi e musiche di Fall Out Boy e Wesley Eisold.
1. Sugar, We're Goin Down (From Under the Cork Tree) – 3:49
2. Dance, Dance (From Under the Cork Tree) – 3:00
3. A Little Less Sixteen Candles, a Little More "Touch Me" (From Under the Cork Tree) – 2:48
4. Thnks fr th Mmrs (Infinity on High) – 3:23
5. I'm Like a Lawyer with the Way I'm Always Trying to Get You Off (Me & You) (Infinity on High) – 3:31
6. The Carpal Tunnel of Love (Infinity on High) – 3:23
7. The Take Over, the Breaks Over (Infinity on High) – 3:33
8. This Ain't a Scene, It's an Arms Race (Infinity on High) – 3:32
9. I Don't Care (Folie à Deux) – 3:34
10. America's Suitehearts (Folie à Deux) – 3:34
11. Headfirst Slide into Cooperstown on a Bad Bet (Folie à Deux) – 3:54